# Trigarta
Trigarta fou un regne antic de la regió de Panjab al subcontinent indi.

## Esment al Mahabharata
El regne de Trigarta és esmentat en l'èpica Mahabharata. El Mahabharata esmenta dos diferents regnes de Trigarta, un a l'oest prop del regne de Sivi i l'altre al nord del regne de Kuru La modern Kangra és una de les ciutats antigues del regne Trigarta del nord, estenent-se a l'oest cap a l'àrea de Panjab. Multan era la capital de Trigarta amb el seu nom original que fou Mulasthan. El territori del regne de Trigarta era al voltant dels tres rius: Sutlej, Beas, i Ravi. Els reis de Trigarta eren aliats de Duryodhana i enemics dels Pandaves i Virates. La seva capital va ser anomenada Prasthala. Van atacar el regne Virata amb ajut dels Kurus, per robar bestiar. Els Pandaves que vivient allà en l'anonimat, van ajudar els Virates a resistir les forces combinades de Trigartes i Kurus. Els reis de Trigarta van lluitar a la guerra Kurukshetra Guerra i van ser morts per Arjuna, després d'un cruel i sagnant conflicte. Arjuna també va aniquilar una Akshouhini (una unitat militar gran) de guerrers de Trigarta anomenats els Samsaptakes. Aquests guerrers havien jurat o morir o matar a Arjuna com a part d'un pla més gran de Duryodhana per capturar a Yudhishthira viu. La dinastia Katoch fou una branca separada de la dinastia de Trigarta anomenada dinastia Trigratraje. La dinastia Katoch es suposa que va governar aquesta àrea i la història del Mahabharata és enregistrada dins la seva història. Maharaja Susharma Chandva lluitar contra Arjuna. El seu fill va construir el fort de Kangra. La dinastia Katoch a l'edat del Kali Yuga, va tenir també alguns subclans famosos com la dinastua Jaswal, la dinastia Gulèria, la dinastia Sibaia i la dinastia Dadwal.